# فشم
فشم (بالفارسية: فشم) هي مدينة تقع في إيران في طهران. يقدر عدد سكانها بـ 6,895 نسمة .